# Xinbu (sockenhuvudort i Kina, Shanxi Sheng, lat 38,61, long 111,94)
Xinbu är en sockenhuvudort i Kina. Den ligger i provinsen Shanxi, i den norra delen av landet, omkring 98 kilometer nordväst om provinshuvudstaden Taiyuan. Antalet invånare är 6 157. Befolkningen består av 2 694 kvinnor och 3 463 män. Barn under 15 år utgör 16,0 %, vuxna 15-64 år 73 %, och äldre över 65 år 9,0 %.
Runt Xinbu är det ganska tätbefolkat, med 80 invånare per kvadratkilometer. Närmaste större samhälle är Huabeitun, 17,5 km nordost om Xinbu. Trakten runt Xinbu består i huvudsak av gräsmarker.
Genomsnittlig årsnederbörd är 693 millimeter. Den regnigaste månaden är juli, med i genomsnitt 216 mm nederbörd, och den torraste är januari, med 3 mm nederbörd.